# دليل طالب الدراسات العليا
دليل طالب الدراسات العليا هو عبارة عن مرشد عام يستعين به طالب الدراسات في توجيه جهده الدراسي والبحثي. إذ تصدر غالبية الأقسام العلمية والجامعات المحترفة أدلة سنوية لطلاب الدراسات العليا في مرحلتي الماجستير والدكتوراه تساعدهم في تحديد مواضيع بحثهم وتعطيهم أهم المبادئ والأفكار التي تمكنهم من تفهم وضعية البحث العلمي. كما تساعد هذه الألة بشكل محترف طالب الدراسات العليا في اختيار موضوع البحث ومناقشته واختيار منهج البحث وكيفية إعداد البحث وطرق كتابته.